# Finn Saksø-Larsen
Finn Saksø-Larsen es un jinete danés que compitió en la modalidad de doma.
Ganó una medalla de bronce en el Campeonato Mundial de Doma de 1982 y una medalla de plata en el Campeonato Europeo de Doma de 1983, ambas en la prueba por equipos.

## Palmarés internacional
| Campeonato Mundial | Campeonato Mundial | Campeonato Mundial | Campeonato Mundial |
| Año                | Lugar              | Medalla            | Categoría          |
| ------------------ | ------------------ | ------------------ | ------------------ |
| 1982               | Lausana (Suiza)    | Medalla de bronce  | Por equipos        |
| Campeonato Europeo |                    |                    |                    |
| Año                | Lugar              | Medalla            | Categoría          |
| 1983               | Aquisgrán (RFA)    | Medalla de plata   | Por equipos        |